# Jean-Louis-Ernest Meissonier
Jean Louis Ernest Meissonier (født 21. februar 1815 i Lyon, død 31. januar 1891 i Paris) var en fransk maler.
Meissonier blev oplært af Léon Cogniet og studerede gamle hollandske malere på gallerier. I begyndelsen tjente han penge ved at lave illustrationer af værker af Jacques-Henri Bernardin de Saint-Pierre og andre.
Efter debutarbejdet Borgere i Zaandam (1834), kom Det lille Bud (1836), Læseren (1840), og Skakpartiet (1841). Han fik inspiration fra især det 18. århundrede og stillelivets situationer. I en snes år malede han næsten udelukkende arbejder i denne art, ganske små billeder, lige til spillekortsformat: forgrundsfigurerne ofte ikke mere end en tomme, udførte, hvad form og bevægelse angår, med forholdsvis bred pensel. Her kan eksempelvis nævnes Et Parti Piquet (1845), Keglespillere, Soldater (1848), Bravi, Mand, der udvælger sig en Kaarde (1852), Holdt ved Kroen, Striden (1855), i større målestok end sædvanlig; Buckingham Palace i London og Hos Diderot.
På foranledning af Napoleon III kom Meissonier ind på det egentlige historiemaleri. Hovedværket her er det berømte, i forholdsvis stor målestok udførte i 1864 Napoleon med sin Stab på Tilbagetoget, der kan ses i Baltimore på Walters Art Museum. Hans maleri Napoleon i Slaget ved Friedland fra 1875 blev solgt til Metropolitan Museum of Art i New York for 300.000 franc.
De to billeder Napoleon III ved Solferino fra 1864, i akvarel fra 1859 og det endnu mindre: samme kejser til hest fulgt af sin stab kom til Luxembourgmuseet. I sin levetid var malerier af Meissoniers hånd i høj kurs, således blev Napoleon ved Marengo solgt for 154.000 franc og Skiltemaleren for 112.500 franc. Umiddelbart efter hans død dalede priserne, men er siden steget igen.
Det fantasifulde og den maleriske kælen for farvetonerne var ikke Meissoniers sag, om 1807 sagde Édouard Manet elskværdigt: "alt er jern her, kun ikke Kyrasserne", men hans penselstrøg er beskrevet ras "indholdsrig og træffende prosa".Hans malemåde var i betragtning af billedernes lille format overraskende bred. Ifølge Chr. Blanc var han "flidens geni" og "de uendelig små tings geni".
Louvre i Paris ejer mange af hans arbejder, Musée Condé Kyrasseren 1805, Hamburger Kunsthalle En Rytter tager ind i et Værtshus, 1875, med flere, andre i Wallace Collection i London og særlig i USA er mange af hans værker.
Man har 15 raderinger af ham og nogle litografier. Antonin Mercié har modelleret hans statue som står i Poissy i Paris.
Hans søn, Jean Charles Meissonier (1848—1917) var som så mange andre efterligner af faren. Jean Louis Ernest Meissonier, der selv var en glødende patriot og var kaptajn i Nationalgarden under Den fransk-preussiske krig og fulgte med Napoleon under det italienske felttog, fik ikke ringe indflydelse på den berømte franske bataljemalerskole, Édouard Detaille var hans elev. Han malede også portrætter, selvportrætter, Alexandre Dumas fils i naturlig størrelse og landskaber.

## Galleri
- Jean Louis Ernest Meissonier, Skakspillere, 1853
- Jean Louis Ernest Meissonier, Napoleon I i 1814, 1862, Walters Art Museum i Baltimore
- Jean Louis Ernest Meissonier, Holdt ved en kro, sikkert 1862 - 1863, Wallace Collection
- Jean Louis Ernest Meissonier, Napoleon III ved Solferino, 1863, Château de Compiègne
- Jean Louis Ernest Meissonier, Napoleon med sin stab på tilbagetoget, 1864, Musée d'Orsay
- Jean Louis Ernest Meissonier, Selvportræt, 1865
- Jean Louis Ernest Meissonier, Napoleon i Slaget ved Friedland , ca. 1875, Metropolitan Museum of Art.
- Jean Louis Ernest Meissonier, Alexandre Dumas, fils, 1877, Château de Versailles
- Antonin Mercié, statue af Jean Louis Ernest Meissonier, som står i Poissy i Paris